# Engines of Creation
Engines of Creation – album studyjny amerykańskiego gitarzysty Joe Satrianiego. Wydawnictwo ukazało się 14 marca 2000 roku nakładem wytwórni muzycznej Epic Records. Płyta dotarła do 90. miejsca listy Billboard 200 w Stanach Zjednoczonych. 
Pochodząca z płyty kompozycja „Until We Say Goodbye” była nominowana do nagrody Grammy w kategorii Best Rock Instrumental Performance.

## Lista utworów
Opracowano na podstawie materiału źródłowego.
Muzyka: Joe Satriani.
1. „Devil's Slide” – 5:11
2. „Flavor Crystal 7” – 4:26
3. „Borg Sex” – 5:27
4. „Until We Say Goodbye” – 4:31
5. „Attack” – 4:22
6. „Champagne?” – 6:04
7. „Clouds Race Across the Sky” – 6:14
8. „The Power Cosmic 2000 – Part I” – 2:10
9. „The Power Cosmic 2000 – Part II” – 4:23
10. „Slow and Easy” – 4:44
11. „Engines of Creation” – 5:58

## Twórcy
Opracowano na podstawie materiału źródłowego.
- Joe Satriani – gitara prowadząca, gitara rytmiczna, instrumenty klawiszowe, programowanie, produkcja muzyczna
- Eric Caudieux – instrumenty klawiszowe, gitara basowa, programowanie, miksowanie
- Anton Fig – perkusja (utwór 4)
- Pat Thrall – gitara basowa (utwór 4)
- Kevin Shirley – produkcja muzyczna (utwór 4)
- Mike Fraser – miksowanie (utwór 4)
- Enrique Gonzalez – asystent inżynieria dźwięku (utwór 4)
- Mike Pilar – asystent inżynieria dźwięku (utwór 4)
- Howie Weinberg – mastering

## Listy sprzedaży
| Lista               | Kraj              | Pozycja |
| ------------------- | ----------------- | ------- |
| Billboard 200       | Stany Zjednoczone | 90      |
| Top Internet Albums | Stany Zjednoczone | 12      |
| MegaCharts          | Holandia          | 79      |
| SNEP                | Francja           | 37      |
| Schweizer Hitparade | Szwajcaria        | 89      |